# Cannonia petersi
Cannonia petersi es un coleóptero de la familia Chrysomelidae.
Fue descrita científicamente por primera vez en 1868 por Bertoloni.